# 분신자살

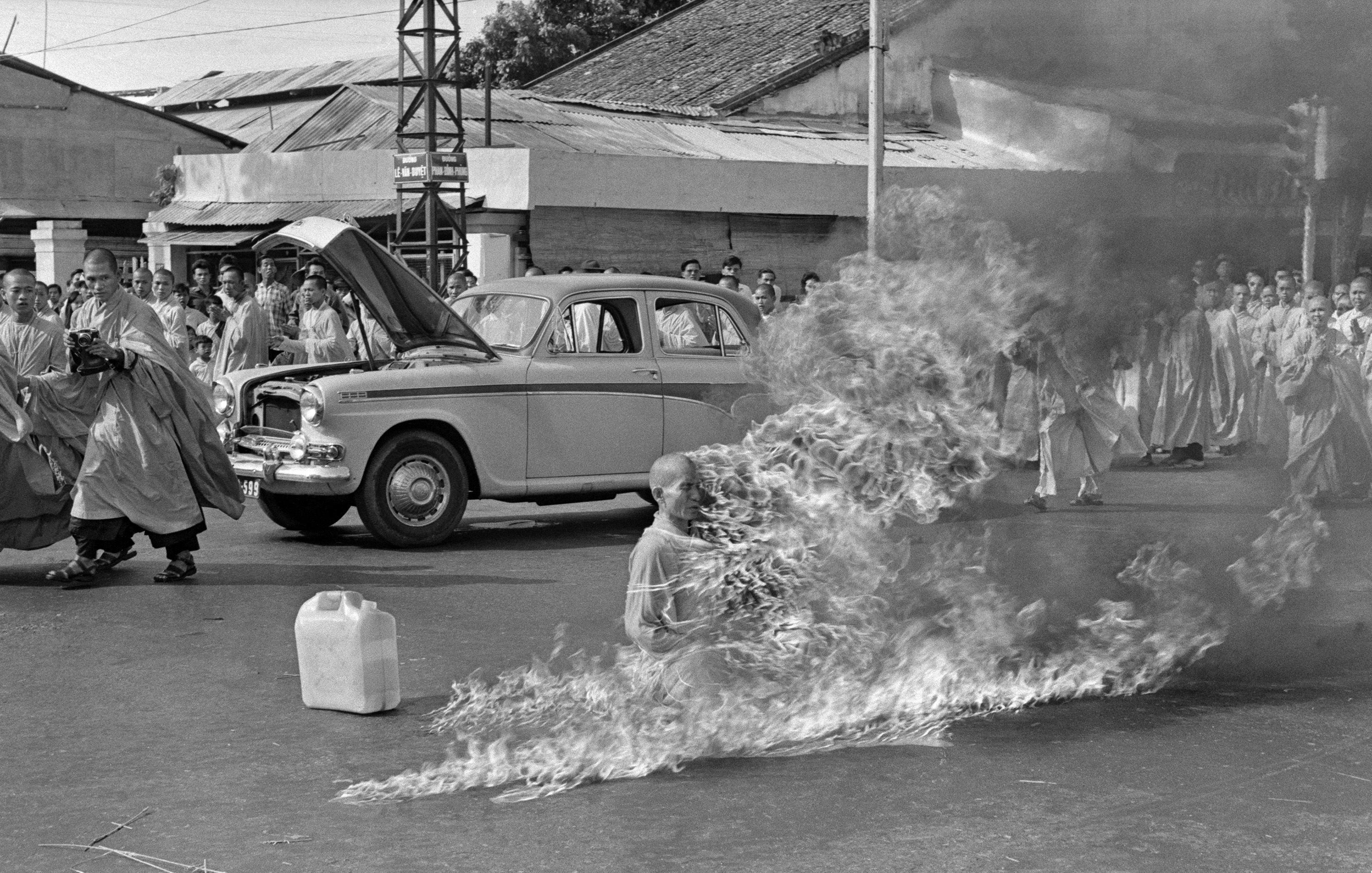
1963년 6월 11일, 남베트남 정부의 법난에 대한 항의로 소신공양하는 틱꽝득 승려

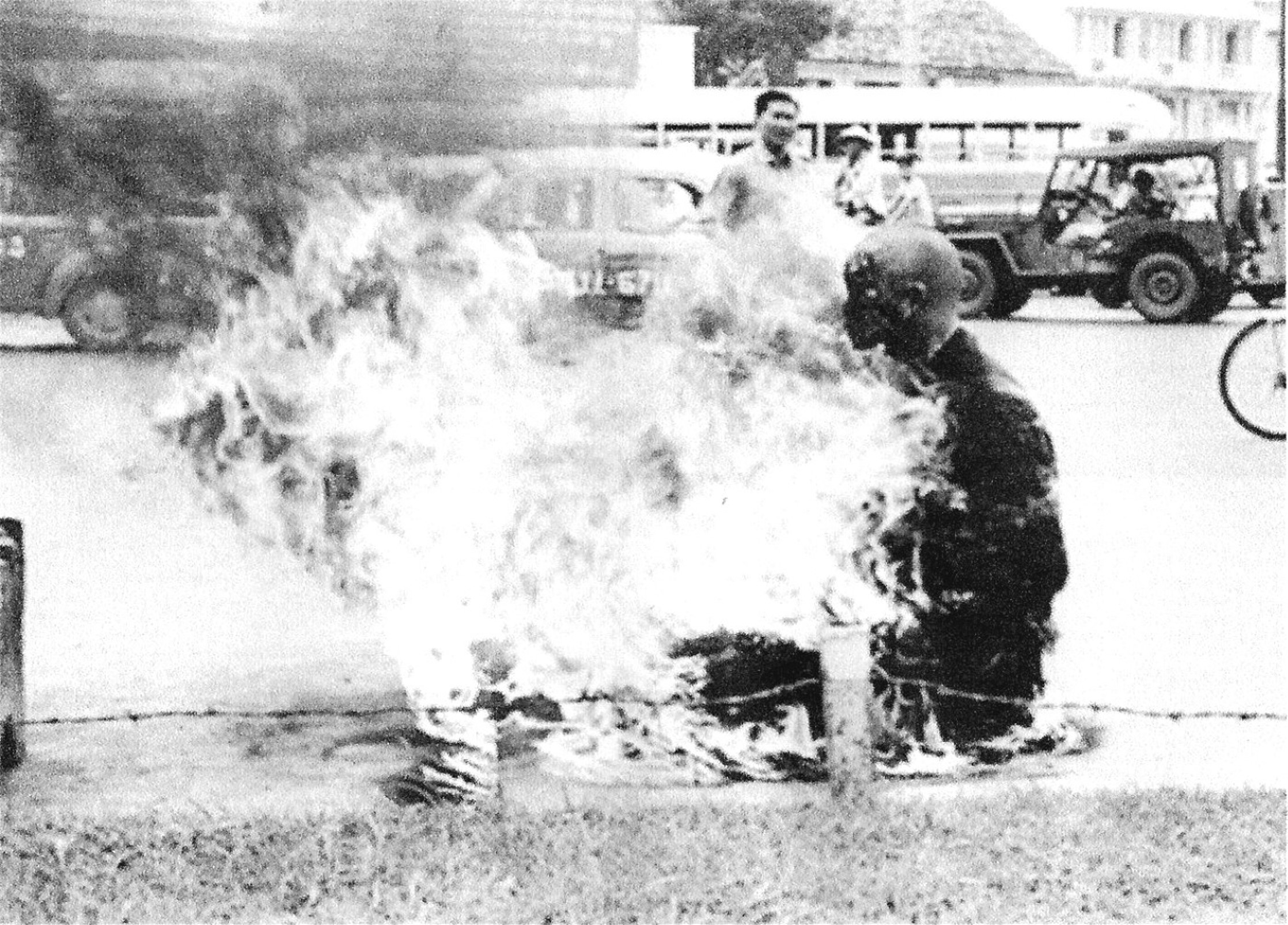
1963년 10월 5일 사이공 중앙시장에서 한 승려가 불에 타 자살했다.

분신자살(焚身自殺)은 자신의 신체에 직접 불을 질러 자살하는 것으로 종종 정치적, 윤리적, 종교적인 행동으로써 자신의 몸에 휘발유와 등유, 경유 등의 비교적 인화성이 높은 기름을 뿌려 치른다. 분신은 인간이 느낄 수 있는 고통 중 가장 큰 고통이다.
불교에서 부처에게 공양하기 위해 스스로 몸을 분신하는 것을 소신공양(燒身供養)이라고도 한다. 불교에서 소신공양에 비판적인 관점에서는 부처가 살인과 자살, 교살, 자기학대을 엄격히 금지하였기에 부처의 가르침이 아니라고 본다.

## 같이 보기
- 인신공양